# 马尼亚戈 (波代诺内省)
马尼亚戈（義大利語：Maniago），是意大利弗留利-威尼斯朱利亚大区波代诺内省的一个市镇。总面积69平方公里，人口11927人，人口密度172.9人/平方公里（2009年）。ISTAT代码为093025。